# Захопёрский (Урюпинский район)
Захопёрский — хутор в Урюпинском районе Волгоградской области России, в составе Добринского сельского поселения.
Население — 1 (2010)

## История
Населённый пункт под названием Левикинский (Воронов) обозначен на военно-топографической карте 1870 года
В 1921 году в составе Хопёрского округа населённый пункт передан Царицынской губернии. С 1928 года хутор Захопёрский — в составе Беспемяновского сельсовета  Урюпинского района Хопёрского округа (упразднён в 1930 году) Нижне-Волжского края (с 1934 года — Сталинградского края). В 1935 году Бесплемяновский сельсовет передан в состав Добринского района Сталинградского края (с 1936 года Сталинградской области, с 1954 по 1957 год район входил в состав Балашовской области). В 1963 году в связи с упразднением Добринского района вновь включен в состав Урюпинского района.

## География
Хутор находится в долине реки Хопёр, у подножия Калачской возвышенности, на высоте около 75 метров над уровнем моря. Хутор окружён пойменными и байрачными лесами. Почвы: в пойме Хопра — пойменные нейтральные и слабокислые, на склонах Калачской возвышенности - чернозёмы обыкновенные.
По автомобильным дорогам расстояние до районного центра города Урюпинска составляет 19 км, до областного центра города Волгоград — 350 км.
Часовой пояс
Захопёрский, как и вся Волгоградская область, находится в часовой зоне МСК (московское время). Смещение применяемого времени относительно UTC составляет +3:00.

## Население
Динамика численности населения по годам:
| 1989 |
| ---- |
| ≈40  |

| 2010 |
| ---- |
| 1    |